# Olajumoke Olufunmilola Adenowo
Olajumoke Olufunmilola Adenowo (16 de octubre de 1968) es una arquitecta africana. En 1994 fundó su propia firma de arquitectura e interiorismo, AD Consulting.

## Biografía
Adenowo nació en Ibadan, estado de Oyo, Nigeria. Sus padres eran ambos profesores: uno enseñaba historia y el otro criminología. Entre 1962 y 1972 residió en el campus de la Universidad Obafemi Awolowo, diseñado por el arquitecto formado en la Bauhaus, Arieh Sharon.
Vivir en el campus y los viajes a París y al Palacio de Versalles la impresionaron de niña e influyeron en su decisión de estudiar arquitectura. A los 14 años se matriculó en la Universidad Obafemi Awolowo donde se graduó con 19 años y recibió una Licenciatura en Arquitectura con honores. Ganó el premio al Mejor Diseño Estudiantil como estudiante universitaria y obtuvo una máster en Arquitectura con distinción en 1991.
Adenowo se formó en el Programa Chief Executive de Lagos Business School (2002), la Escuela de Negocios IESE de la Universidad de Navarra en Barcelona, España (2005). Se graduó en la Yale School of Management en 2016 y en la Harvard Kennedy School en 2019.

## Arquitectura
Tras su graduación universitaria, Adenowo fue contratada como arquitecta asistente en Towry Coker Associates. Más tarde ejerció como arquitecta en Lagos en Femi Majekodunmi Associates y, a la edad de 23 años, formaba parte del proyecto del Ministerio Federal de Finanzas en Abuya
En 1994, fundó su estudio de arquitectura y diseño de interiores, AD Consulting, desde entonces ha participado en el diseño y construcción de más de 114 proyectos nacionales e internacionales. Estos incluyen edificios institucionales, complejos de oficinas, desarrollos de uso mixto, auditorios, residencias privadas, instalaciones de atención médica y campus industriales. 

## Afiliaciones profesionales
- Miembro, Instituto Nigeriano de Arquitectos
- Miembro asociado del Chartered Institute of Arbitrators
- Miembro de la Red de Liderazgo Africano.
- Miembro principal de Vital Voices
- Miembro del Foro Global de Filantropía
- Miembro del Foro Africano de Filantropía.

## Medios de comunicación
CNN la describió como "la estrella de África" y The Guardian (Nigeria) como "el rostro de la arquitectura en Nigeria". En 2018, el Real Instituto de Arquitectos Británicos (RIBA) la reconoció como una de las mujeres inspiradoras de la arquitectura actual.
Los trabajos de Adenowo han aparecido en revistas de arquitectura como Architectural Record, Revista Fortune, Bauwelt, Suddeuce Zeitung y Forbes África.

## Colaboraciones y en publicaciones académicas.
En 2019, Olajumoke Adenowo fue nombrada profesora visitante en la Technische Universitat Munchen (TUM) en Alemania y Científica Invitada en la Cátedra de Teoría, Historia de la Arquitectura y Arte y Diseño del Departamento de Arquitectura de la universidad.
Su monografía “Neo Heritage; Defining Contemporary African Architecture” es el primer trabajo de un arquitecto negro publicado por Rizzoli, la editorial líder en arte, arquitectura y diseño.

## Conferencias
Reconocida como líder intelectual en arquitectura, artes, liderazgo, juventud y empoderamiento de las mujeres, habla regularmente en cumbres y conferencias internacionales.[12] Entre las que se encuentran la plataforma de liderazgo ejecutivo McKenzie, Harvard Business School (African Business Club). SOLVE en el MIT[17], Haust Der Kunst (Múnich), el Institute of Directors, el Global Women's Forum, la Sociedad Africana de la Universidad de Cambridge y muchas otras plataformas.
Desde 2011 ha presentado un programa de radio sindicado y un podcast sobre liderazgo; "Voz del cambio". Ha aparecido en medios de comunicación internacionales como CNN y Fortune.

## Entidades corporativas e iniciativas sociales
- Cartier Women's Initiative Awards (miembro del jurado), 2018.[20]
- Vocational Training and Professional Development Academy (VPDA), directora, 2018.
- Hamilton Prep School, Lekki, Lagos, miembro de la junta directiva, 2018.
- British School of Lomé, miembro de la junta directiva - 2012.
- Fuente Holdings Limited, directora, 2011.
- Fundación Purple Girl, fideicomisario, 018
- Fondo Fiduciario para la Reconstrucción de Lagos, Miembro del Comité Técnico, 2021.

## Filantropía
Adenowo fundó la Awesome Treasures Foundation (ATF) en 1999, una organización no gubernamental de base religiosa, reconocida por las Naciones Unidas y el Congreso de los Estados Unidos. Awesome Treasures Foundation opera en seis continentes a través de sus voluntarios y socios con la misión de formar líderes transformacionales para la paz y el avance. La fundación tiene la misión de formar 1.000 líderes para 2030, trabajando especialmente con mujeres y jóvenes.

## Premios y reconocimientos
- Congreso de los Estados Unidos en 2023 por su impacto en el Liderazgo y la Filantropía.
- Mujer emprendedora africana del año 2020 de Forbes
- Forbes África 50 mujeres más poderosas de África 2020
- Forbes África 50 Más de 50 mujeres más poderosas de África 2023
- Premio Nueva Mujer Africana en los Negocios 2016
- La mujer de negocios más inspiradora de África por La Batisseurs Des Economie De L'Afrique 2017.[19]
- Destacado en el Salón de la Fama de personas de ascendencia negra en la Universidad de Inglaterra Occidental, Bristol.
- Destacado en el Muro de la Fama, Universidad Obafemi Awolowo, Ile -Ife 2021
- Incluido en el libro "Quién será quién en el siglo XXI" del Centro Biográfico Internacional de Cambridge, Reino Unido 1991
- Premio World of Difference 100 de la Alianza Internacional para Mujeres
- Premios al Mérito del Estado de Ekiti, 2014
- Embajadora de Excelencia por logros destacados en arquitectura y desarrollo de la mujer Universidad Obafemi Awolowo 2018

### Premios de arquitectura
- The International Property Awards (Mejor Arquitectura de Servicio Público, 2012)
- The African Property Awards (Mejor arquitectura de uso mixto; 2013)
- Mejor Arquitectura de Oficinas y Mejor Arquitectura de Servicios Públicos, 2013
- Premios IDEA Mejor Diseñador Comercial 2012
- Premios IDEA Mejor Arquitecto de Interiores 2013
- Premios IDEA (Mejor Arquitecto Institucional 2014)

## Publicaciones
- Neo Heritage que define la arquitectura africana contemporánea publicado por Rizzoli. ISBN 9788891836168
- Más allá de mis sueños; Septiembre de 2019.ISBN 9789785696936ISBN 9789785696936
- Hechos del Espíritu Santo Volumen IISBN 9789785884302
- Hechos del Espíritu Santo Volumen IIISBN 9789789948918
- Piedad ; Sabiduría estratégica para superar lo imposibleISBN 9789785739022
- Rahab: Sabiduría para un cambio cuántico (Dinámica del Reino para el mercado)ISBN 9789785739008
- Tamar: Destino alcanzado contra todo pronóstico (Dinámica del Reino para el mercado)ISBN 9789785739015
- Cita con el Destino [Volumen 1]: El Camino al Trono
- Lifespring: El manual de oración de la Madre (edición revisada y actualizada). Casa de Autor;ISBN 978-1-4685-8288-8
- La semilla misteriosa: poderosos secretos del incremento financiero. Casa de Autor;ISBN 978-1-4685-8285-7
- Diseñado para el matrimonio.ISBN 978-978-932-589-4

## Vida personal
Está casada con Olukorede Adenowo, con quien tiene dos hijos.